# 丛生蜘蛛抱蛋
丛生蜘蛛抱蛋（学名：Aspidistra caespitosa）为天门冬科蜘蛛抱蛋属的植物，是中国的特有植物。分布于中国大陆的四川等地，生长于海拔500米至1,100米的地区，多生长于林下及竹林下，目前尚未由人工引种栽培。